# Ворона мала
Ворона мала (Corvus bennetti) — вид горобцеподібних птахів роду Крук (Corvus) родини Воронових (Corvidae). 
Вид названий на честь Кенріка Бенета (Kenric Bennett 1835-1891), натураліста й самоука-орнітолога, ботаніка, збирача артефактів аборигенів.

## Опис
Ворона 42-48 см в довжину. Райдужина очей біла. Має біле пір'я на основі шиї, яке видно, коли тріпається на вітрі.

## Спосіб життя
Їжу збирає переважно на землі; вона включає комах, зерно та інше насіння. Менше живиться падлом, ніж інші австралійські види роду. Як правило, гніздиться невеликими, розрідженими колоніями, при будівництві гілки гнізда змішує з брудом (єдиний австралійський вид який це робить).

## Ареал та місця існування
Країни поширення: Австралія. Мешкає в західній і центральній Австралії, часто мешкає в дуже сухих, поруч з пустельними районах. Часто буває поблизу маленьких міст і посівних площ.